# Tu Nu'uali'itia
Toetu Nu'uali'itia (Auckland, 22 de junio de 1966) es un ex–jugador samoano de rugby nacido en Nueva Zelanda que se desempeñaba como medio scrum.

## Selección nacional
Fue convocado a Manu Samoa por primera vez en junio de 1994 para enfrentar a las Ikale Tahi y disputó su último partido en junio de 1996 ante los All Blacks. En total solo jugó ocho partidos y marcó un try, para un total de 5 puntos.

### Participaciones en Copas del Mundo
Aunque hizo parte del seleccionado samoano en la Copa del Mundo Inglaterra 1991, Nu'uali'itia solo disputó una Copa del Mundo; Sudáfrica 1995 donde Manu Samoa venció a la Azzurri y a los Pumas en fase de grupos, consiguiendo el pase a los cuartos de final y allí sería eliminado por los locales y eventuales campeones del Mundo; los Springboks liderados por Francois Pienaar. Nu'uali'itia jugó todos los partidos y le marcó un try a los sudafricanos, el único con su selección.
| Mundial                       | Sede      | Resultado        | PJ | Tries |
| ----------------------------- | --------- | ---------------- | -- | ----- |
| Copa Mundial de Rugby de 1995 | Sudáfrica | Cuartos de final | 4  | 1     |